# فراشة قيصر الهند
فراشة قيصر الهند هي نوع نادر من فراشات خطافية الذيل، توجد في النيبال وشمال شرق الهند وفيتنام.